# Пабейон кріойо
Пабелон кріоло (ісп. Pabellón criollo) — традиційна венесуельська страва, місцева версія поєднання рису та квасолі, яка зустрічається в Карибському басейні. Це тарілка рису, подрібнена яловичина в рагу та тушкована чорна квасоля.

## Варіанти
Звичайні доповнення включають tajadas (смажені скибочки плантану) або смажене яйце, і обидва ці варіанти отримали сленгові назви. Pabellón con barandas (baranda — іспанська огорожа) подається з тахадас, тому що довгі скибочки плантану, покладені з боків, гумористично вважають, що вони не дають їжі впасти з тарілки. Pabellón a caballo (caballo — іспанська верхова їзда) означає зі смаженим яйцем на вершині, ніби яйце «катається» на страві. Крім цих двох основних варіантів, люди також додають до страви інші елементи, такі як цукор на квасолі, Queso Palmita на квасолі або гострий соус на м'ясі.
Подрібнену яловичину можна замінити чигуїром, подрібненим м'ясом каймана або навіть прісноводною рибою залежно від регіону, пори року (споживання яловичини заборонено Римсько-католицькою церквою під час Великого посту; однак капібара та риба схвалені) чи особистого смаку.